# Alsótold
Alsótold è un comune dell'Ungheria di 268 abitanti (dati 2001). È situato nella contea di Nógrád.